# Gu Oidak, Arizona
Gu Oidak je naseljeno područje za statističke svrhe u američkoj saveznoj državi Arizona. Prema popisu stanovništva iz 2010. u njemu je živjelo 188 stanovnika.